# Vuelo 445 de Bering Air
El vuelo 445 de Bering Air fue un vuelo nacional programado operado por Bering Air desde el aeropuerto de Unalakleet al aeropuerto de Nome, en el estado estadounidense de Alaska. El 6 de febrero de 2025,
el Cessna 208B Grand Caravan, que operaba el vuelo, se estrelló mientras volaba sobre Norton Sound. Los restos del avión fueron encontrados al día siguiente, y se determinó que los 10 ocupantes habían muerto.  

## Detalles del vuelo

### Aeronave
La aeronave era un Cessna 208B Grand Caravan EX operado por Bering Air, registrado como N321BA  con número de serie 208B5613.  El avión fue fabricado en 2020. 

### Pasajeros y tripulación
A bordo del avión se encontraban nueve pasajeros y un piloto, todos ellos adultos,. El 7 de febrero de 2025, la Guardia Costera anunció que las 10 personas habían muerto en el accidente.  
Dos pasajeros fueron identificados como empleados de operaciones de servicios públicos del equipo de la división de Salud Ambiental e Ingeniería del Consorcio de Salud Tribal Nativa de Alaska. Según se informó, estaban en un viaje de trabajo a Unalakleet para ayudar con un sistema de calefacción para una planta de agua. 

## Accidente

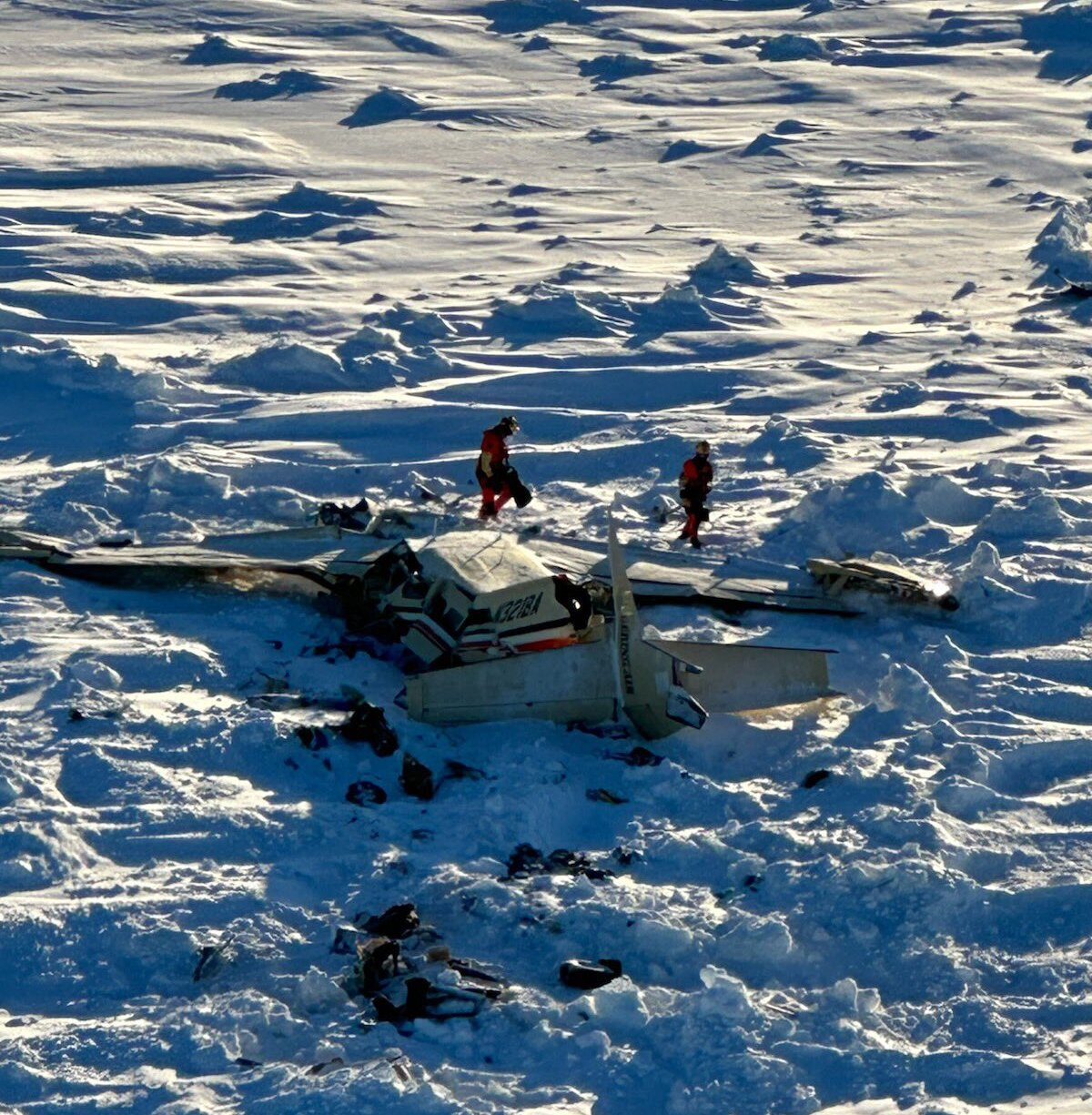
Miembros de la Guardia Costera de Estados Unidos investigando los restos del avión

El vuelo nacional programado, que operaba como vuelo 445, partió del aeropuerto de Unalakleet y despegó de la pista 33 a las 2:38. por el AKST . Se esperaba que llegara al aeropuerto de Nome a las 4:20. pm  
El avión ascendió a una altitud de crucero de unos 7,7 pies (2 m).  Antes de desaparecer en el radar, el piloto del vuelo informó al Centro de Control de Tráfico Aéreo de Anchorage que iniciaría un patrón de espera con el avión mientras esperaba que se despejara la pista.  
El teniente comandante de la Guardia Costera, Benjamin McIntyre-Coble, dijo que no se recibieron señales de socorro del avión.  La Patrulla Aérea Civil de Estados Unidos afirmó que alrededor de las 15:18 horas, la aeronave había sufrido "algún tipo de evento que le hizo experimentar una rápida pérdida de elevación y una rápida pérdida de velocidad". 

## Investigación
La Junta Nacional de Seguridad del Transporte anunció que iniciará una investigación sobre la causa del accidente fatal. Clint Johnson, jefe de la región de Alaska de la NTSB, declaró en una conferencia de prensa que "estamos en las etapas preliminares de esta investigación" y que la agencia estaba muy al tanto del accidente y había estado siguiendo los acontecimientos. La presidenta de la NTSB, Jennifer Homendy, viajó a Alaska el fin de semana posterior al accidente y habló con los periodistas en una conferencia de prensa en Anchorage.  